# Gualberto Campos
Gualberto Campos (n. 28 aprilie 1981, Ciudad Guayana⁠(d), Venezuela) este un fost jucător de fotbal venezuelean care a evoluat la clubul Aragua FC. În anul 2008 a fost înregimentat în lotul lui FC Dinamo București. Nu a jucat la Dinamo în nicio partida oficială, și s-a întors în țara natală, la Guaros de Lara FC, cu care a semnat un contract în ianuarie 2009.